# پادشاهی دوگانه
پادشاهی دوگانه زمانی رخ می‌دهد که دو پادشاهی جداگانه توسط شاه یا پادشاهی که بر هردو کشور حکومت می‌کند حکم‌رانی شود، هردو کشور سیاست خارجی مشترکی را دنبال کنند، یک اتحادیهٔ گمرکی با یکدیگر در میان آنها وجود داشته باشد، و دارای یک ارتش ترکیب شده بوده اما در دیگر موارد خودمختار باشند. این اصطلاح معمولاً با اشاره به پادشاهی دوگانهٔ اتریش-مجارستان، که در سال‌های ۱۸۶۷ تا ۱۹۱۸ وجود داشته معمولاً برای اشاره به این‌گونه پادشاهی به کار رفته‌است.
در دههٔ ۱۸۷۰، با استفاده از پادشاهی دوگانهٔ اتریش-مجارستان به عنوان یک مدل، شاهزادهٔ ولز (بعداً شاه ادوارد هفتم) و ویلیام اوارت گلدستون پیشنهاد کردند که ایرلند و بریتانیا یک پادشاهی دوگانه تشکیل دهند. تلاش‌های آنها ناموفق بود، اما این ایده بعد از آن در سال ۱۹۰۴ توسط آرتور گریفیث در نوشتار آغازگرانه‌اش «رستاخیز مجارستان»، مورد استفاده قرار گرفت. گریفیث به این نکته اشاره کرد که چگونه در سال ۱۸۶۷ مجارستان؛ از مرحلهٔ بخشی از امپراتوری اتریش بودن، به پادشاهیِ با هم برابر و جداگانهٔ اتریش و مجارستان دست یافت.
با آن که گریفیث (خود پایه‌گذار شن‌فن) یک سلطنت خواه یا هوادار پادشاهی خواهان نبود، او از چنین رویکردی برای مناسبات میان انگلیس و ایرلند حمایت کرد. از این ایده در آن زمان، توسط دیگر رهبران سیاسی ایرلندی استقبال نشد و ایرلند در نهایت وارد مبارزهٔ جنگ‌های استقلال (۱۹۱۹ تا ۱۹۲۱) و ناچار به ترک اتحاد بریتانیای کبیر و ایرلند و تشکیل کشوری جداگانه شد.